# Victor Feather, Baron Feather

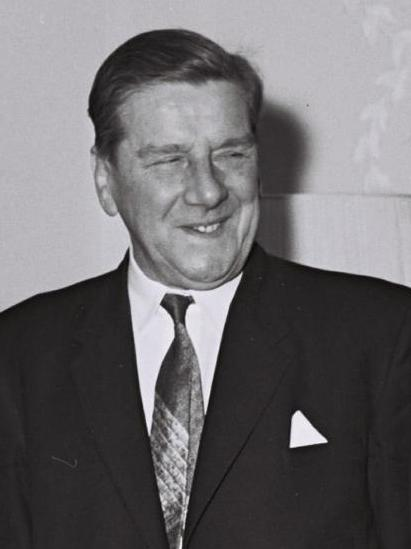
Feather, 1965

Victor „Vic“ Grayson Hardie (Hardy) Feather, Baron Feather CBE (* 10. April 1908 in Gainsborough, Lincolnshire; † 28. Juli 1976 in London) war ein britischer Gewerkschaftsfunktionär, der unter anderem zwischen 1969 und 1973 Generalsekretär des Trades Union Congress (TUC), des Dachverbandes der britischen Gewerkschaften, war sowie 1974 als Life Peer aufgrund des Life Peerages Act 1958 Mitglied des House of Lords wurde.

## Leben
Feather, der von seinen Eltern nach dem 1907 für die Independent Labour Party (ILP) im Wahlkreis Colne Valley zum Abgeordneten in das House of Commons gewählten Politiker Victor Grayson benannt wurde, begann nach dem Besuch der Hanson Grammar School in Bradford 1922 als Vierzehnjähriger eine Berufstätigkeit und trat kurz darauf der Shopworkers’ Union bei, der Gewerkschaft der Einzelhandelsangestellten. Bereits 1923 wurde er Vertrauensmann seiner Gewerkschaft und 1929 Vorsitzender des Zweigstellenkomitees der Shopworkers’ Union.
1937 wurde Feather Mitarbeiter in der Zentralverwaltung des gewerkschaftlichen Dachverbandes TUC und fungierte dort zwischen 1947 und 1960 zunächst als Assistierender Sekretär, ehe er 1960 Nachfolger von George Woodcock als Vize-Generalsekretär des Trades Union Congress wurde. Für seine Verdienste innerhalb der Arbeiterbewegung wurde er 1961 Commander des Order of the British Empire (CBE).
Nachdem Woodcock nach darauf folgender neunjähriger Tätigkeit als Generalsekretär des TUC 1969 ausgeschieden war, wurde Feather sein Nachfolger und übte die die Funktion des Generalsekretärs des Trades Union Congress bis 1973 aus. In dieser Funktion organisierte er den Widerstand innerhalb der Gewerkschaftsbewegung gegen die Verabschiedung des Industrial Relations Act 1971 durch die Regierung von Premierminister Edward Heath. Während dieser Zeit war er mehrmals Teil von Dokumentarfilmen über die britische Politik während des Umbruchs von der Labour-Party-Regierung unter Premierminister Harold Wilson zur Regierung der Conservative Party unter Premierminister Heath nach den Unterhauswahlen vom 18. Juni 1970.
1973 wurde er als Generalsekretär des TUC von Len Murray abgelöst, der ihm bereits 1969 als Vize-Generalsekretär nachgefolgt war. Feather selbst wurde daraufhin erster Vorsitzender des am 9. Februar 1973 gegründeten Europäischen Gewerkschaftsbundes (EGB), übergab diese Funktion jedoch bereits ein Jahr später an Heinz Oskar Vetter, der bislang einer der drei Vizepräsidenten des EGB war.
Feather wurde durch ein Letters Patent vom 6. März 1974 als Life Peer mit dem Titel Baron Feather, of the City of Bradford, Mitglied des House of Lords, dem er bis zu seinem Tod angehörte.